# スプートニク4号

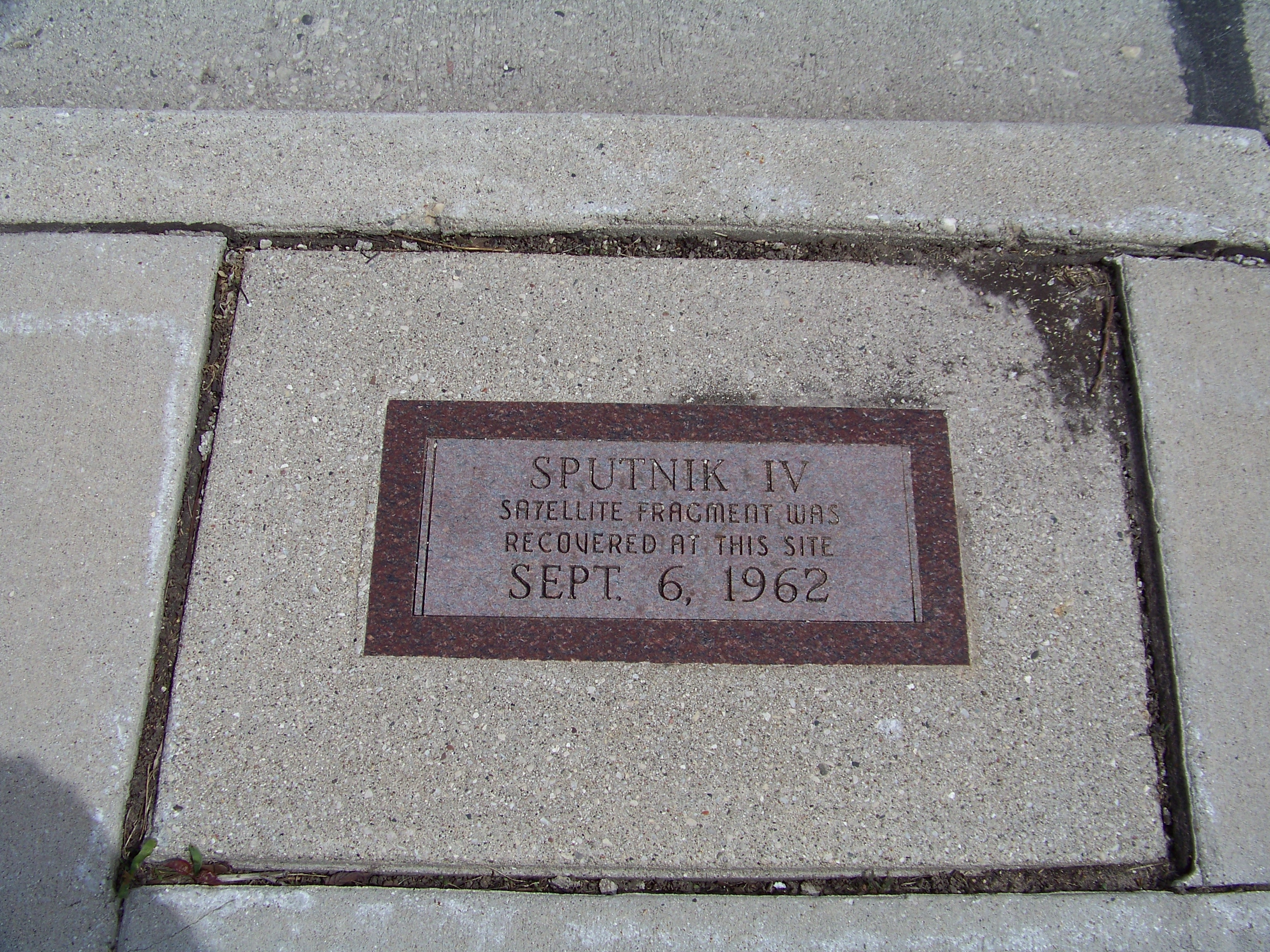
スプートニク4号の破片回収地点を示した石碑（マニトワック市街地）

スプートニク4号（スプートニク4ごう、ロシア語: Спутник-4）は1960年にソビエト連邦によって無人で打ち上げられた宇宙船。コラブリ・スプートニク1号という名でも知られる。ボストーク計画での有人飛行へ向けて経験を積むことが目的で、軌道上で生命維持装置の試験などが行われた。ミッションの最後にはカプセルが大気圏へ突入する計画だったが、失敗に終わった。

## 概要
スプートニク4号の目的は、後に行われる有人宇宙飛行へ向けて、生命維持装置の機能の検証、宇宙飛行が生物に与える影響の調査、大気圏突入の実験を行うことだった。そのために宇宙船内には生命維持装置、テレビジョン装置、人形などが乗せられていた。また、地上との通信実験を行う目的で、宇宙船はテレメトリー以外に録音された人間の声も送信した。地上への帰還に必要な耐熱シールドは開発が間に合わなかったため装備しておらず、ミッション終了後は大気圏に突入させて廃棄する計画だった。
スプートニク4号は、1960年5月15日にバイコヌール宇宙基地からボストークロケットによって打ち上げられた。宇宙船は予定通り4日間の飛行を終えた後に、地球周回軌道から離脱するために逆噴射エンジンに点火した。しかし姿勢制御装置に異常が起きたため、意図しない方向に加速された。その結果宇宙船はより高い軌道に移動してしまい、大気圏再突入は失敗した。
宇宙船はしばらく地球周回軌道にとどまった後、地球大気の抵抗による軌道の縮小のために1962年9月5日に大気圏に突入した。機体の大部分は大気の断熱圧縮の熱で燃え尽きたが、重量9キログラムの金属片がアメリカのウィスコンシン州マニトワックの市街地に落下した。この破片はソビエト政府に返還され、代わりにレプリカが現地のラー・ウェスト美術館で展示されている。